# Manneken Pis

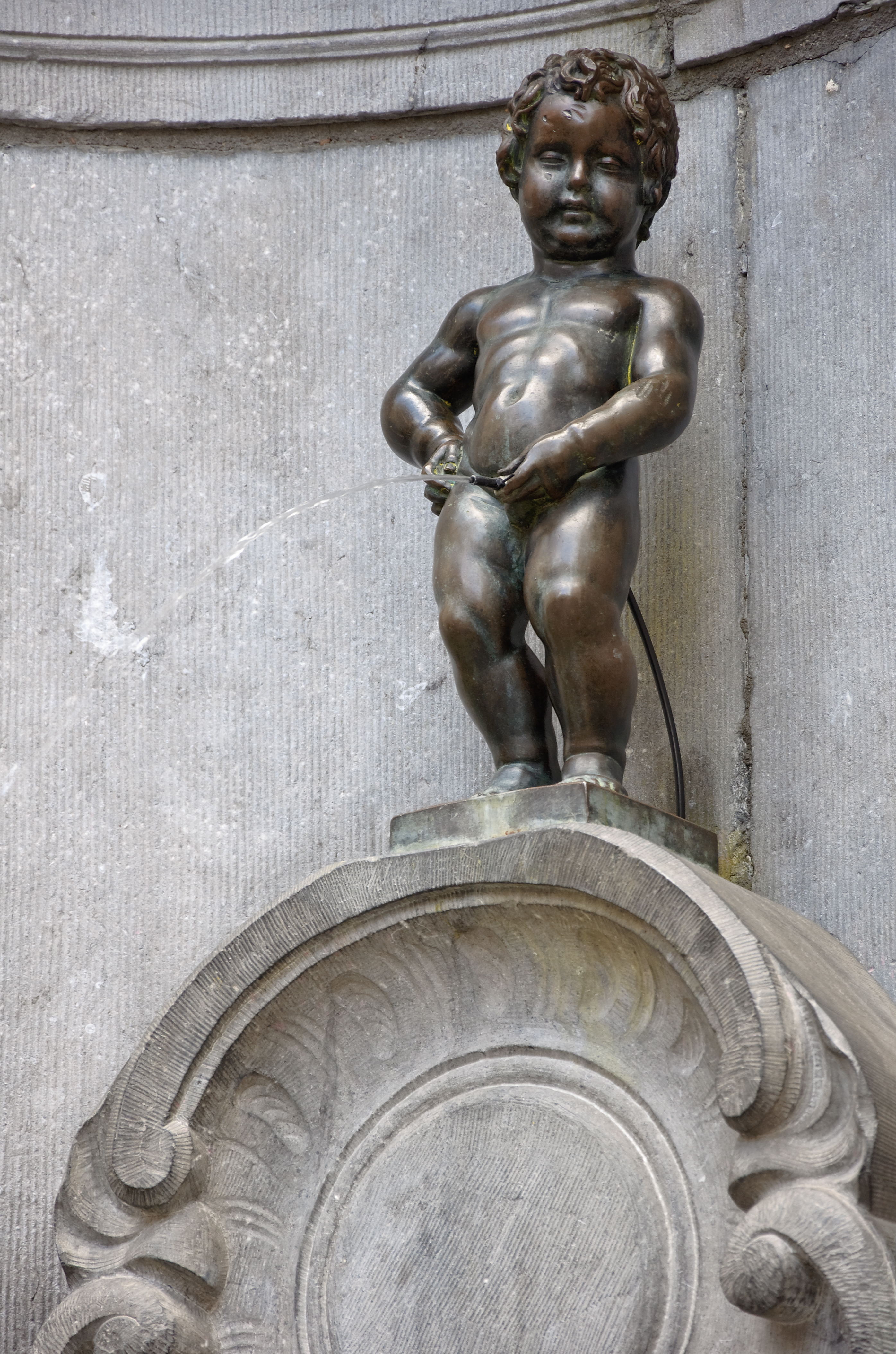
Manneken Pis

Manneken Pis mit Kostüm

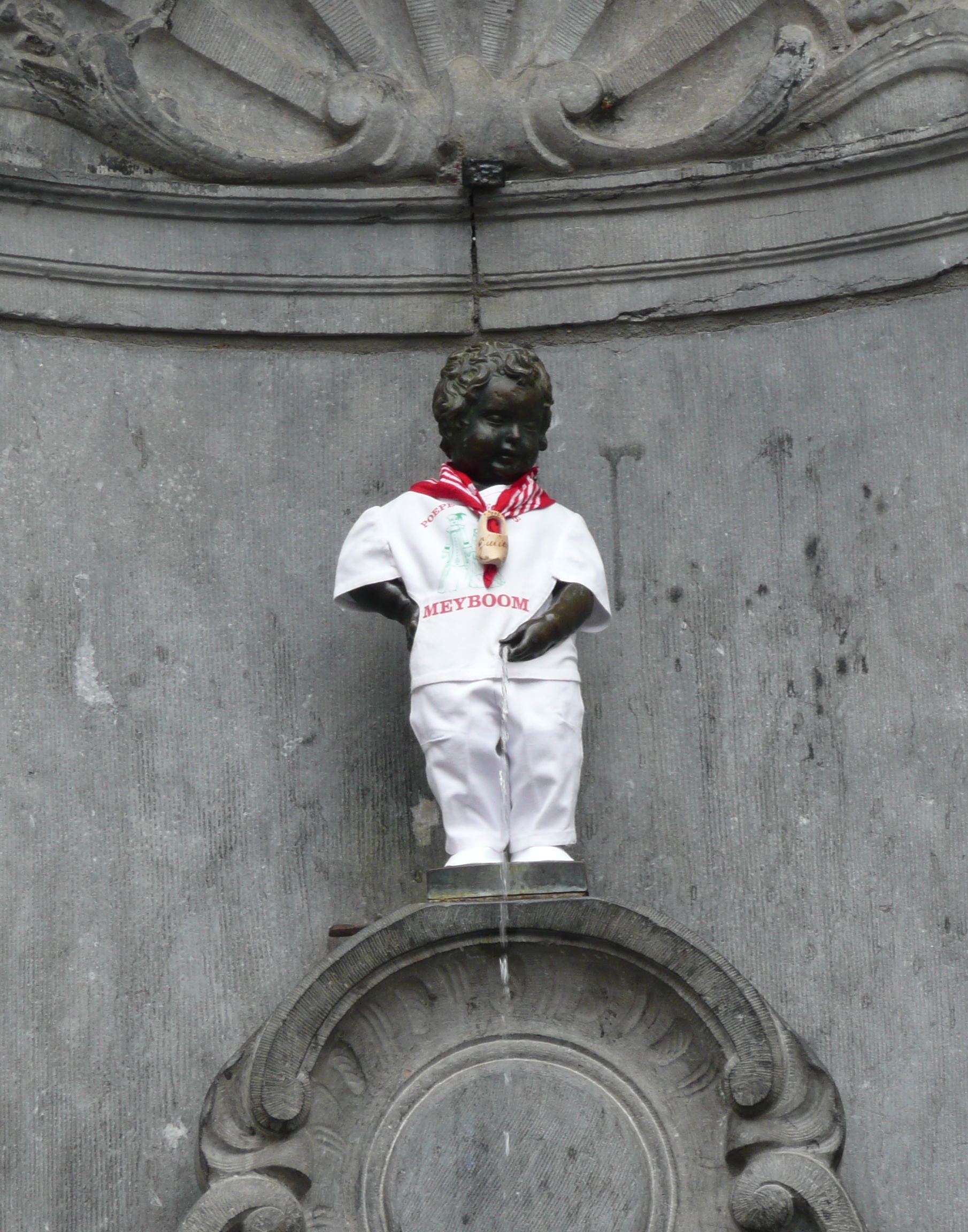
Manneken Pis mit Kostüm

Manneken Pis in Geraardsbergen

Das Manneken Pis (niederländisch für „Männchen Pisse“), auch (Klein) Julianeken oder auf Französisch le Petit Julien genannt, ist eine Brunnenfigur eines urinierenden Knaben. Sie ist eines der Wahrzeichen der belgischen Hauptstadt Brüssel.

## Geschichte
In Enghien soll es bereits 1362 einen Manneken-Pis-Brunnen gegeben haben.
In Brüssel gab es 1388 an der Ecke Stoof und Eikstraat einen Brunnen mit einer Steinstatue namens Julianekensborre. Weder die Statue selbst noch ein Bild von ihr sind erhalten,  so dass es nicht sicher ist, dass diese Statue urinierte. Dies geht jedoch aus einem Archivdokument von 1452 hervor, in dem die Worte daer dmenneken pist als Bezeichnung für diese Straßenecke verwendet werden.  Auch der Stadtplan von Frans Hogenberg und Joris Bruin aus dem Jahr 1572 verwendet diesen Namen, zusammen mit einer winzigen Skizze, die lediglich erkennen lässt, dass es sich um eine freistehende Statue handelt. Zu besonderen Anlässen urinierte er Bier oder Wein anstelle von Wasser, eine Tradition, die auch am burgundischen Hof in Mode war. 
Die 61 Zentimeter hohe Bronzestatue an der Ecke rue de l’Étuve/Stoofstraat, rue des Grands Carmes/Lievevrouwbroerstraat und rue du Chêne/Eikstraat wurde 1619 von dem Brüsseler Bildhauer Jérôme Duquesnoy geschaffen. Das Motiv des wasserlassenden Knaben als Drolerie war zu dieser Zeit im Herzogtum Brabant schon seit Jahrhunderten bekannt. Bereits für das 15. Jahrhundert ist das Standbild eines pinkelnden Jungen belegt. Die spätere Bronzefigur wurde wiederholt gestohlen und schwer beschädigt; die heutige Statue ist eine Kopie aus dem Jahr 1965.
Das Original soll im Kaufmannshaus Maison du Roi am Grand-Place/Grote Markt aufbewahrt sein. Während Forschungen zu einer Doktorarbeit über das Wahrzeichen kamen jedoch Zweifel an der Echtheit auf. Die ehemalige Studentin Geraldine Patigny vermutete, dass nach dem Diebstahl 1817 eine Kopie aufgestellt wurde. Die Statue wurde 2015 dahingehend genau untersucht und wird auf einem goldenen Sockel platziert ausgestellt.
Ein Text aus dem Jahr 1388 im Archiv der Brüsseler Kathedrale St. Michael und St. Gudula erwähnt bereits eine kleine steinerne Statue namens „Julianekensborre“ an einem Brunnen Ecke rue de l’Etuve und rue du Chêne. Zu dieser Zeit existierten in Brüssel sehr viele solcher Brunnen, die die Stadt mit Trinkwasser versorgten. Der Name „Manneken Pis“ tauchte erstmals um 1450 in Texten des Brüsseler Stadtarchivs auf.
Im März 2019 wurde bekannt, dass das Manneken Pis nicht wie die Mehrzahl der Brunnen über einen geschlossenen Wasserkreislauf verfügt, wovon fälschlicherweise ausgegangen wurde. Seit seiner Aufstellung im Jahr 1619 habe die Statue somit täglich zwischen 1500 und 2500 Liter Trinkwasser in den Kanal geleitet. Die Stadtverwaltung Brüssel reagierte mit der Schaffung eines geschlossenen Systems.

## Herkunft
Manneken Pis ist weltberühmt für seine schelmische Erscheinung und die Sagen, die sich um seine Person ranken.
Eine Sage erzählt, wie Brüssel von Feinden angegriffen wurde, die irgendwann vorgaben, sich zu ergeben. In Wirklichkeit legten sie jedoch Schießpulver unter die Stadtmauern und wollten die Stadt in die Luft jagen. Ein kleiner Junge namens Julian soll die Zündschnur rechtzeitig gesehen und ausgespuckt haben. So bewahrte er die Stadt vor ihrem Untergang. 
Eine weitere Sage erzählt von einem kleinen Jungen, der sein Geschäft vor der Tür einer Hexe verrichtete. Die Hexe war wütend und verfluchte den kleinen Jungen. Zur Strafe sollte er für immer und ewig sein unanständiges Urinieren fortsetzen. Ein guter Mann, der alles gesehen hatte, ersetzte den kleinen Jungen durch eine Statue, um ihn vor dem ewigen Urinieren zu bewahren. 
In einer dritten Geschichte fand ein Fest in Brüssel statt. Die Eltern verloren ihren Sohn in der großen Menschenmenge. Sie suchten tagelang nach ihm und als der Vater den Jungen nach zwei Tagen endlich wiedersah, pinkelte dieser gerade. Der Vater war so glücklich, seinen Sohn wiederzufinden, dass er als Dankeschön einen Brunnen anfertigen ließ, auf dem das Bild eines pinkelnden Jungen angebracht war.

## Rezeption
Der Jazzmusiker Taps Miller verfasste 1953 seinen „Mannekin pis Boogie“ (Aufnahme auf Ronnex). Das Manneken Pis steht heute nicht mehr bloß als Symbol für Brüssel und Belgien, welcher Umstand von Ausstellungen immer wieder thematisiert wird. Die Statue im Zentrum der „politischen Hauptstadt“ der Europäischen Union stünde stellvertretend für Meinungsfreiheit, Widerstandsgeist und demokratische Werte. Dies zeigte sich zuletzt nach den Terroranschläge in Brüssel am 22. März 2016: Über die sozialen Netzwerke wurden sofort Bilder verbreitet, auf denen das Manneken auf die Terroristen uriniert. Diese Bilder erinnerten an eine Zeichnung von 1944, auf der das Manneken auf die aus Brüssel flüchtenden deutschen Wehrmachtssoldaten und ein großes Hakenkreuz pinkelt.

## Kostüme
1698 begann der damalige habsburgische Generalstatthalter der Spanischen Niederlande Maximilian II. Emanuel mit der Kostümierung der Statue. Nachdem Jacques Stroobants mehr als 20 Jahre für die Kostüme verantwortlich gewesen war, übernahm im Mai 2005 Jean-Marc Ahim diese Aufgabe.
Die Statue posiert beispielsweise bei Länderspielen im Trikot der belgischen Fußballnationalmannschaft oder wird an den Geburtstagen von Elvis Presley oder Wolfgang Amadeus Mozart entsprechend verkleidet. Am Welt-AIDS-Tag trug sie ein Kostüm aus Kondomen oder eine Rote Schleife.
Anfang Februar 2017 öffnete wenige Meter neben dem Brunnen das Museum GardeRobe MannekenPis, das 133 von nunmehr über 950 Kostümen zeigt. Kurator ist Gonzague Pluvinage. Wer dem Manneken ein Kostüm schenken will, muss einen Antrag bei der Stadt Brüssel stellen, eine Kommission prüft aufgrund von Regeln, die Gestaltung für politische, religiöse oder kommerzielle Zwecke verbieten. Auch als diplomatisches Geschenk erhält das Manneken Pis immer wieder neue Kostüme: Japan führt die außereuropäische Rangliste mit 18 überreichten Gewändern an.

## Ähnliche Figuren
1985 hat das Manneken Pis mit Jeanneke Pis ein weibliches Gegenstück und 1998 mit Zinneke Pis einen Hund als Pendant bekommen.
Es existieren weitere ähnliche Statuen im belgischen Geraardsbergen sowie in Duisburg. Letztere wurde 1908 vom Bildhauer August Kraus als Geschenk für seine Vaterstadt Ruhrort modelliert, aus „sittlichen Gründen“ zunächst verschmäht, aber in den 1930er Jahren neben der damaligen Tonhalle am König-Heinrich-Platz gegenüber dem Duisburger Hof aufgestellt. Ab 1952 stand sie zunächst am Ostausgang des Hauptbahnhofs und später am Sonnenwall. Im Mai 2021 wurde der „Männeken Pis“ in Duisburg-Ruhrort nach 113 Jahren an seiner ursprünglichen Stelle funktionstüchtig wieder aufgestellt.
Eine weitere Figur findet sich in Bogense auf der dänischen Insel Fünen. Sie wurde 1934 von einem dort aufgewachsenen Findelkind gestiftet. Im japanischen Bahnhof Hamamatsuchō im Tokioter Bezirk Minato steht an einem der Bahnsteige eine weitere Figur.